# Daeron

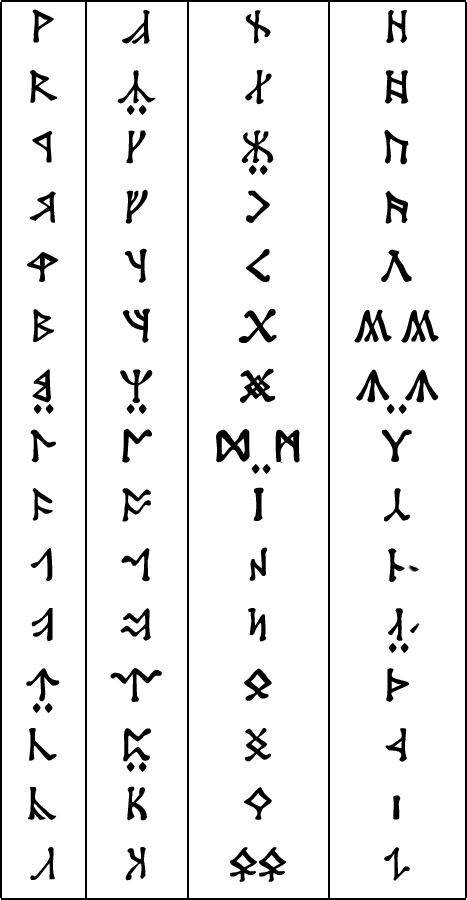
Caracteres compartidos por las Argerthas Daeron, y las Argerthas Moria, según el apéndice E de El Señor de los Anillos.

Daeron es un personaje ficticio que pertenece al legendarium creado por el escritor británico J. R. R. Tolkien. Es un elfo y el bardo más importante de todo Beleriand. Tenía su morada en los bosques de Doriath, donde fue el principal maestro de historias del Rey Thingol. Inventó las Runas Cirth, y de él aprendieron Enanos y Elfos.
Estuvo enamorado de Lúthien, pero ella no le correspondía porque su amor era de Beren, hijo de Barahir. Y, aunque parezca contradictorio, por amor la traicionó dos veces. Un día Lúthien se perdió y se dice que por entonces Daeron desapareció de la ciudad y no fue visto nunca más. Él había amado y puesto todos sus pensamientos en sus cantos e historias. Así llegó a ser el más grande de todos los bardos de los elfos al este del Gran Mar, aún de mayor renombre que Maglor hijo de Fëanor. Pero en busca de Lúthien, desesperado, erró por caminos extraños, y pasando sobre las montañas bajó al este de la Tierra Media, donde por muchas edades lamentó junto a las aguas oscuras la suerte de Lúthien hija de Thingol, la más bella de todas las criaturas del mundo.

## Certhas Daeron
Así se llamaron originalmente las runas creadas por Daeron. Los caracteres que consistían de un "tallo" y de una "rama". El acople de la rama, si correspondía a un lado sólo, se hacía normalmente sobre el derecho, aunque la inversa no era infrecuente, pero no tenía ninguna significación fonética.
Este alfabeto fue creado en Beleriand por Daeron, antes del nacimiento del Sol y de la Luna y de que los Noldor llegasen del otro lado del mar, y representaba los sonidos del sindarin antiguo. Más tarde, a principios de la Primera Edad, llegaron los Noldor, y con ellos la escritura Tengwar. Esta escritura influyó en las runas, creando una nueva ordenación. Hubo elfos que se la atribuyeron a Daeron de nuevo, pero esta reordenación presentaba sonidos desconocidos en el sindarin, lo que indicaba su origen Noldor.
A esta reordenación se la llamó Angerthas Daeron. Pero este método de escritura fue dejándose de lado durante la Primera Edad del Sol y parte de la Segunda, pues los elfos preferían el uso de las Tengwar, perviviendo las Cirth sólo en Eregion (Acebeda), donde es probable que las Certhas se reordenasen de nuevo, la mayor reordenación que jamás sufrirían. Con el comercio existente entre los Enanos de Moria y los Elfos de Eregion, las runas pasaron a los Enanos, que las tomaron rápidamente como alfabeto propio y lo variaron según sus necesidades, se las llama Angerthas Moria o Largas Hileras Rúnicas de Moria, a partir de las cuales los Enanos crearon otro sistema de escritura para pluma. Los cambios realizados en ese entonces también son importantes. En la Segunda Edad las Angerthas se extendieron hacia el Este, siendo conocidas por la misma zona por la que era conocido el Oestron. Fueron usadas tanto por hombres como por orcos, que también las variaron según sus necesidades. Pero llegó el Daño de Durin, y obligó a los Enanos a emigrar. Algunos de ellos lo hicieron hacia el Reino bajo la Montaña, Erebor, en donde sufrieron su último cambio, fue el llamado Modo de Erebor.
- Datos: Q2590648